# Arrondissement Pont-l'Évêque
Pont-l'Évêque is een voormalig arrondissement in het departement Calvados in de Franse regio Normandië. Het arrondissement werd op 17 februari 1800 gevormd en op 10 september 1926 opgeheven. De zes kantons werden bij de opheffing toegevoegd aan het arrondissement Lisieux.

## Kantons
Het arrondissement was samengesteld uit de volgende kantons:
- kanton Blangy-le-Château
- kanton Cambremer
- kanton Dives vervangen door het kanton Dozulé op 3 december 1831
- kanton Honfleur
- kanton Pont-l'Évêque
- kanton Trouville-sur-Mer ontstaan als afsplitsing van het kanton Pont-l'Évêque (wet van 1 augustus 1872)